# شورک (بخش مرکزی خاش)
شورک روستایی در دهستان اسماعیل‌آباد بخش مرکزی شهرستان خاش استان سیستان و بلوچستان ایران است.

## جمعیت
بر پایه سرشماری عمومی نفوس و مسکن در سال ۱۳۹۵ جمعیت این روستا ۱۶۴ نفر (۴۵خانوار) بوده‌است.